# مركز إيقاع

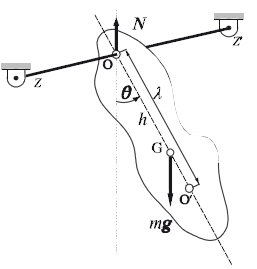

مركز الإيقاع هو نقطة تقع على امتداد جسم ضخم مربوط بمحور لا ينتج عن الاصطدام عندها صدمة رد فعلية عند المحور. تلغى الحركات الانسحابية والدورانية عند المحور عندما تؤدى ضربة اندفاعية على مركز الإيقاع. يكون مركز الإيقاع موضع دراسة عادةً في المضارب، والأبواب، والسيوف، أو الأجسام الممتدة الأخرى الممسوكة من طرف واحد.
تدعى النقطة نفسها مركز الاهتزاز للأجسام المعلقة من محورها كالرقاص (البندول)، ما يعني أن الرقاص البسيط سيكون له نفس فترة الاهتزاز كالرقاص المركب إذا تركزت كل كتلته في تلك النقطة.
في الرياضة، يكون مركز إيقاع مضرب بيسبول أو مضرب تنس متعلقًا بما يسمى «النقطة الحلوة» (أو نقطة الاستجابة الأعظمية)، ولكن الأخيرة تتعلق أيضًا بالانحناء الاهتزازي للجسم.

## التفسير
لنتخيل جائز صلب معلق بسلك بمسند يمكنه الانزلاق بحرية على امتداد السلك عند نقطة P. عند تطبيق ضربة اندفاعية من اليسار: إذا كانت تحت مركز الكتلة CM فإنها ستسبب دوران الجائز عكس عقارب الساعة حول مركز الكتلة CM وتسبب أيضًا تحرك CM إلى اليمين. مركز الإيقاع CP أدنى من مركز الكتلة CM، إذا كانت الضربة فوق CP، فإن الحركة الانسحابية إلى اليمين ستكون أكبر من الحركة الدورانية إلى اليسار عند P، وينتج عن ذلك كون الحركة الابتدائية الصافية للمسند باتجاه اليمين. إذا أتت الضربة تحت CP سيحدث العكس، فالحركة الدورانية عند P ستكون أكبر من الحركة الانسحابية وسيتحرك المسند في البداية باتجاه اليسار. فقط عند وقوع الضربة بالضبط عند مركز الإيقاع CP فإن مركّبتي الحركة تلغيان بعضهما لإنتاج حركة ابتدائية صافية صفرية في النقطة P.
عند استخدام مسند ثابت لا يمكن تحريكه إلى اليمين أو اليسار بدل المسند الانزلاقي ينتج عن أي ضربة اندفاعية (صدمية) لا تقع على مركز الإيقاع CP قوة رد فعل ابتدائية عند المسند الثابت.

## حساب مركز الإيقاع
لأجل جائز حر صلب، ينتج عن تطبيق دفع Fdt بزاوية قائمة على مسافة b من مركز الكتلة CM تغير سرعة مركز الكتلة CM بمقدار dvcm وفق العلاقة:
{\displaystyle F=M{\frac {dv_{cm}}{dt}},}
حيث M كتلة الجائز. بشكل مشابه، يغير العزم حول مركز الكتلة CM السرعة الزاوية {\displaystyle \omega } وفق العلاقة:
{\displaystyle Fb=I{\frac {d\omega }{dt}},}
حيث I عزم العطالة حول مركز الكتلة CM.
لأجل أي نقطة P على بعد p على الجهة المقابلة من مركز الكتلة CM من نقطة الاصطدام، فإن تغير سرعة P يعطى بالعلاقة:
{\displaystyle dv_{net}=dv_{cm}-pd\omega \,}
حيث p هي المسافة من P إلى مركز الكتلة CM. بالتالي فإن التسارع عند P بسبب الضربة الاندفاعية يعطى بالعلاقة:
{\displaystyle {\frac {dv_{net}}{dt}}=\left({\frac {1}{M}}-{\frac {pb}{I}}\right)F.}
عندما يكون هذا التسارع مساويًا للصفر، فإن b تحدد مركز الإيقاع. بالتالي فإن مسافة CP، b، من مركز الكتلة CM تعطى بالعلاقة:
{\displaystyle b={\frac {I}{pM}}.}
نلاحظ أن P ومحور الدوران لا يجب بالضرورة أن يكونا على طرف الجائز، بل يمكن اختيارهما على أي مسافة p.
يعرف الطول b+p أيضًا مركز الاهتزاز لرقاص فيزيائي (بندول)، أي موضع كتلة الرقاص البسيط الذي له نفس قيمة الدور (الفترة الزمنية) كما الرقاص الفيزيائي.

## مركز إيقاع جائز منتظم
للحالة الخاصة التي يكون فيها الجائز ذا كثافة منتظمة بطول L، يكون عزم العطالة حول مركز الكتلة CM:
{\displaystyle I={\frac {1}{12}}ML^{2}}
ولأجل الدوران حول محور في الطرف:
{\displaystyle p=L/2}
هذا يؤدي إلى:
{\displaystyle b={\frac {L^{2}}{12p}}={\frac {1}{6}}L}
ينتج عن هذا أن مركز الإيقاع CP هو 2/3 من طول الجائز المنتظم L من الطرف المثبت.

## بعض التطبيقات
على سبيل المثال، باب متأرجح توقفه عتبة على بعد 2/3 من عرض الباب سيؤدي دوره بأقل اهتزاز للباب لأن النهاية المثبتة بمفصل لا تخضع لأي قوى رد فعل صافية. (هذه النقطة هي أيضًا العقدة في التوافقي الاهتزازي الثاني، ما يقلل الاهتزاز إلى الحد الأدنى).
تعرف النقطة الحلوة في مضرب البيسبول بشكل عام بأنها النقطة التي يبدو فيها الاصطدام أفضل ما يمكن بالنسبة للضارب. يحدد مركز الإيقاع المكان الذي إذا ضرب فيه المضرب الكرة وكانت يدا الضارب عند نقطة المحور، فإن الضارب لا يشعر عنده بأي قوة رد فعل مفاجئة. ولكن بما أن المضرب ليس جسمًا صلبًا بالكامل فإن الاهتزازات التي ينتجها الاصطدام تلعب دورًا هي الأخرى. أيضًا، قد لا تكون نقطة محور الضربة واقعة على نفس المكان الذي يضع فيه الضارب يديه. أظهرت الدراسات أن الآلية الفيزيائية المسيطرة في تحديد مكان النقطة الحلوة تنشأ من موقع العقد في الأوضاع الاهتزازية للمضرب، وليس موقع مركز الإيقاع.
يمكن تطبيق مبدأ مركز الإيقاع على السيوف. كونها أجسامًا مرنة، فإن «النقطة الحلوة» لهذه الأسلحة البتارة لا تعتمد على مركز الإيقاع وحده، بل تعتمد أيضًا على خصائص المرونة والاهتزاز.